# Campo Número Tres
Campo Número Tres är en ort i Mexiko.   Den ligger i kommunen Casas och delstaten Tamaulipas, i den centrala delen av landet, 500 km norr om huvudstaden Mexico City. Campo Número Tres ligger 169 meter över havet och antalet invånare är 257.
Terrängen runt Campo Número Tres är platt.  Trakten runt Campo Número Tres är nära nog obefolkad, med mindre än två invånare per kvadratkilometer. Närmaste större samhälle är Casas, 18,7 km norr om Campo Número Tres. Trakten runt Campo Número Tres består i huvudsak av gräsmarker.